# ومان جوسون
ومان جوسون (194 قبل الميلاد ~ 108 قبل الميلاد) هي إحدى فترات غوجوسون (2333 قبل الميلاد ~ 108 قبل الميلاد) في التاريخ الكوري. بدأت باستيلاء ومان على العرش من الملك جُن وانتهت بمقتل الملك أوغو حفيد ومان.

## التأسيس
ومان هو جنرال من دولة يان الصينية، والذي قدم إلى جُن ملك غوجوسون. قبله الملك جُن وعينه قائداً على منطقة الحدود الغربية من غوجوسون، والتي تطابق منطقة لياونينغ حالياً. وعلى الرغم من الكرم الذي أظهره الملك جُن إلا أن ومان تمرد ودمر غوجوسون. في 194 قبل الميلاد أنشأ ومان مملكة جديدة وقرر نقل العاصمة إلى وانغوم سونغ (왕검성 | 王險城). قال شيهتشي شيجي أن وانغوم سونغ هي حالياً مدينة بيونغيانغ. المكان الدقيق لمدينة وانغوم سونغ ما زال غير محدد بسبب نقص الأدلة الأثرية.
في هذا العصر، توسعت ومان جوسون وسيطرت على الكثير من الأراضي وأصبحت قوة اقتصادية من خلال التحكم بالتجارة بين مملكة هان في الصين والعديد من الدول في منشوريا. كان الإمبراطور وو يعتقد أن ومان جوسون ستهدد هان الصينية، وأنها قد تتحالف مع شيونغنو.

## قائمة ملوك ومان جوسون
| اسم الملك    | بالهانغل | بالهانجا | ملاحظات         |
| ------------ | -------- | -------- | --------------- |
| ومان         | 위만     | 衛滿     | الملك الأول     |
| الأمير الخلف | -        | -        | الاسم غير معروف |
| أوغو         | 우거왕   | 右渠王   | الملك الأخير    |

## السقوط
حفيد ومان, الملك أوغو (우거,右渠), سمح للعديد من المنفيين من قبل هان الصينية أن يعيشوا في ومان جوسون. عدد الهان استمر بالارتفاع، كما قام الملك بمنع دولة جِن من التواصل مع مملكة هان. ونتيجة لذلك قام الإمبراطور وو بغزو ومان جوسون في 109 قبل الميلاد بالقرب من نهر لوان. بعد الفشل عدة مرات في هزيمة قوات ومان جوسون، حاول الإمبراطور وو إقناع أمراء ومان جوسون بقتل الملك أوغو. فشلت المؤامرة وأدت إلى تدمير مملكة غوجوسون. بعد الحرب قام الإمبراطور وو بإعدام جنرالين لفشلهما في هزيمة ومان جوسون.
بعد سنة من الحرب، سقطت وانغوم سونغ ودمرت ومان جوسون. أسست هان الصينية مقاطعاتها الأربعة في المناطق التي استولت عليها، والتي تقع حالياً في شبه جزيرة لياودونغ وشمال غرب شبه جزيرة كوريا. وفي نهاية الأمر سقطت هذه المقاطعات الأربعة تحت قبضة غوغوريو المتوسعة في القرن الرابع الميلادي.
العديد من الدول تم تشكيلها على أنقاض المملكة. ومن بينها دولة نانغنانغ. وهي مختلفة مقاطعة ليلانغ العسكرية.

## الإشارات
1. ↑  شيجي(史記集解), الفصل 115 من سجلات جوسون. نسخة محفوظة 12 20أغسطس على موقع واي باك مشين.
2. ↑  سجلات المؤرخ الكبير, الفصل 115. نسخة محفوظة 12 20أغسطس على موقع واي باك مشين.
3. ↑  لمزيد من التفاصيل عن الحرب بين ومان جوسون وهان الصينية, راجع كتاب التاريخ الصيني الموثوق شيجي (الفصل 115) كتبه سيما تشيان.
4. ↑  تاريخ كوريا الجديد, بقلم إي هينهي, بارك سنغسو, يون ناي هين, نشر بواسطة جمندانغ في عام 2005.

## قراءة خارجية
- ياب، جوزيف ب. الفصل الخامس. 109 قبل الميلاد. «الحروب مع شيونغنو، ترجمة من تسيتسي تونغجيان» أوثرهاوس (2009) ردمك 978-1-4490-0604-4.

## وصلات خارجية
- (بالكورية) غوجوسون.
- غوجوسون، ومان جوسون.
- أصل الأمة الكورية.
- موسوعة الأمة، التاريخ.
- موقع كوريا في الشمس، التاريخ الحديث.
- كوريا والكوريون.